# National Geographic Channel
A National Geographic Channel (vagy röviden: Nat Geo) egy televízióadó, mely többnyire a National Geographic Society által készített ismeretterjesztő dokumentumfilmeket sugározza. A Discovery Channelhez hasonlóan a műsorok fő témái a természet, a tudomány, a kultúra és a történelem. A National Geographic Channel csatornához tartozik a Nat Geo Wild, egy csatorna a vadvilágnak szentelve, valamint a Nat Geo Adventure és a Nat Geo Music is. A csatorna napi 24 órában – ill. egyes helyeken csak a nap bizonyos szakában – 48 különböző nyelven, a világ 171 országában több mint 435 millió ember otthonában érhető el. A csatorna HD adást is sugároz.
Reklámidejét Magyarországon 2013. január 1-jétől az Atmedia értékesíti. 2017. december 14-től a The Walt Disney Company tulajdona.

## Logói

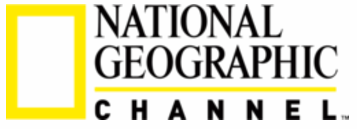
A 2001 és 2002 között használt logó
A 2002 és 2016 között használt logó

## Sorozatok
- Szélsőséges világegyetem
- Mindennapi tudomány
- Tabu
- Óriáshalak
- Feldarabolt óriások
- Halmentők
- A csodálatos kutyadoki
- Gyáróriások
- Lezáratlan akták
- Extrém horgászok
- Őslény nyomozók
- Nagy, nagyobb, legnagyobb
- Tökéletes ragadozók
- Mérnöki találékonyság
- Bekasztlizva külföldön

## Dokumentum/Ismeretterjesztő filmek
- Hitler titkos fegyvere
- Határőrök
- Élet a rácsok mögött
- A gyíkok királya
- A mélység nyomozói
- Kongó elfeledett gorillái
- Haditechnika: Harci fegyverek
- Haditechnika: Harcjárművek
- Haditechnika: Vezérlés és irányítás
- Az utolsó oroszlán
- Csata a Yellowstone-ban
- A Nazca-vonalak rejtélye
- Selous banditái
- Darwin útján
- A Kongó óriáshala
- Az oroszlánok éjszakája
- A hősies varacskosanya
- Egyiptom: A halottak titkai
- Nafareti -A Nílus királynője
- Kína szellemhadserege
- A NatGeo legjobb fotói
- Mi történne, ha…

## Korábbi sorozatok/Filmek
- Nagy olvadás
- Kutyaváros
- Légikatasztrófák
- El- Camino: A Szent Jakab- út
- Az igazság nyomában
- Élet a világ peremén
- Kinn az orosz vadonban
- Különleges építmények
- Igazi vadon élő állatok
- Épphogy élek
- Ínycsiklandó ízutazás
- Élet a folyók mentén
- Foglalkozása- veszély

## Magyarországi műsorkínálat

### Sorozatok
- 2. világháború: Pokol a tenger alatt
- 100% repülő
- 1914-18: a mészárlás éve
- 2210: A nyugati civilizáció vége?
- A 2. világháború legnagyobb rajtaütései
- A 2. világháború műkincskeresői
- A 80-as évek legnagyobb pillanatai
- A 90-es évek legnagyobb pillanatai
- A Biblia elveszett arcai
- A bibliai tíz csapás
- A brit vasút nagy napjai
- A Csendes-óceán kannibáljai
- A csodálatos kutyadoki
- A Csorda
- A dinók igazi arca
- Afrika nemzeti parkjai
- A Harmadik Birodalom bukása
- A jövő tudománya Stephen Hawkinggal
- Alvilág Kft.
- A második világháború – belülről
- Amerika nemzeti parkjai
- Antarktisz
- Apokalipszis: az első világháború
- A poligámia hívei
- Áttörés a jövőbe
- Autómágusok
- A világ legveszélyesebb állatai
- A Zambézi
- Az emberiség hajnala
- Az utolsó háborús hősök
- Bajtársak a harcmezőn
- Bolygónk vándorai
- Dönts, vagy meghalsz!
- Drágakövek nyomában
- Drog-nyomozók: Kábító prostituáltak
- Escobar: Az ember a név mögött
- Eszement játékok
- Eszement tudomány
- Európa véres meséi
- Explorer 2.0
- Fidel Castro: az elveszett akták
- Futár a világvégére
- Garázs varázs
- Géniusz – Stephen Hawkinggal
- Géniusz a kutyám
- Gyapot a divat növénye
- Gyáróriások
- Gyáróriások – szuperautók
- Hackeld meg az életet!
- Hitler utolsó éve
- Hull a verda
- Isten nyomában Morgan Freemannel
- Járgányügyesek
- Jeges pokol Norvégiában
- Kína a magasból
- Kozmosz: Történetek a világegyetemből
- Különleges építmények
- Lázadó vagyok
- Légikatasztrófák
- Maraton a Marson
- Mars – Utunk a vörös bolygóra
- Modern vademberek
- Nagy számok örvénye
- Normandiától Párizsig
- Pusztuló jelen, vészes jövő
- Országút a pokolba
- Országút a pokolba – USA
- Özönvíz előtt
- Pedig jó ötletnek tűnt
- Putyin: Az ember a név mögött
- Serengeti
- Szabadok szigete
- Tabu
- Távol a hátországtól
- Természetfeletti
- Titkok és ereklyék
- Tonhalcsaták
- Tonhalcsaták – észak dél ellen
- Tökéletes ragadozók
- Ufóvadászok
- Vad Amerika
- Vad India
- Veszedelmes találkozások
- Zsarnokok

### Filmek
- 9/11
- 9/11 - A háború folytatódik
- 9/11: a legcsodásabb menekülés
- 9/11 életmentő rendőrei
- 40 éves a Rolex awards for enterprise
- 2012: Az utolsó prófécia
- A 21. század hadihajója
- A 400 millió dolláros smaragd
- A Balti tenger szellemhajója
- A barátom egy grizzlymedve
- A Bismarck elsüllyesztése
- A Costa Concordia kiemelése
- A Costa Concordia tragédiája
- A Csendes-óceán elveszett kontinense
- A Duna, Európa gyöngyszeme
- A fantommacska
- Afrika elveszett édenkertje
- A hiénák királynője
- A Hubble kozmikus utazása
- A kétmillió éves fiú
- Amazónia sötét szelleme
- Anne Frank – a holokauszt szemtanúja
- Az Árja Testvériség
- Fenn a csodás Északon
- Hadak útján – Az első világháború lovai
- Halálsoron
- Hitler, a beteg
- Hitler és a nők
- Hitler titokzatos háborúja Amerikában
- Szexrabszolgák Ázsiában
- Szökés a náci haláltáborból
- Szurikáta mese
- Vadászat Hitler tábornokaira

## Fordítás
- Ez a szócikk részben vagy egészben  a   National Geographic Channel című angol Wikipédia-szócikk fordításán alapul.  Az eredeti cikk szerkesztőit annak laptörténete sorolja fel. Ez a jelzés csupán a megfogalmazás eredetét és a szerzői jogokat jelzi, nem szolgál a cikkben szereplő információk forrásmegjelöléseként.